# フランティシェク・ヴァーツラフ・ミーチャ
フランティシェク・アントニーン・ヴァーツラフ・ミーチャ（František Antonín Václav Míča, 1694年9月5日、モラヴィア・トレビッチ  –  1744年2月15日、モラヴィア・ヤルメリッツ）はチェコ人のオペラ指揮者・作曲家。1722年よりヤルメリッツで宮廷楽長を務め、ハプスブルク家の皇族のために数々のオペラを指揮した。
5つの歌劇のなかでも最も重要なのは、1730年にチェコ語とイタリア語の台本に作曲された《ヤロメリッツの起源について O původu Jaroměřic 》であろう。その他に、（オラトリオというべき）聖墳墓のためのカンタータ《 Abgesungene Betrachtungen über Etwelche Geheimnüsse des büttern Leyden und Sterben Jesu Khristij 》がある。
かつて彼の作品と推定された交響曲は、現在では甥フランティシェク・アダム・ミーチャの作品であったと信じられるようになった。

## 関連事項・外部リンク
- Short Biography